# Bjarki Guðmundsson
Bjarki Freyr Guðmundsson (6 luglio 1976) è un ex calciatore islandese, di ruolo portiere.

## Carriera

### Club
Guðmundsson cominciò la carriera con la maglia del Keflavík. Passò poi allo ÍA Akranes, prima d'essere ingaggiato dal Þróttur Neskaupsstað. Fece poi ritorno al Keflavík, per essere in seguito ingaggiato dal KR Reykjavík. Seguì un'esperienza allo Stjarnan, prima dei ritorni allo ÍA Akranes e al Keflavík. Dopo aver militato nelle file del Þróttur, giocò per un biennio al Vard Haugesund, in Norvegia.